# 패션프루트
패션프루트(passion fruit, 학명: Passiflora edulis 파시플로라 에둘리스[*]) 또는 백향과(百香果)는 시계꽃과의 덩굴식물이다. 원산지는 남아메리카 남부의 브라질, 아르헨티나, 파라과이이다. 열매를 과일로 먹는다.

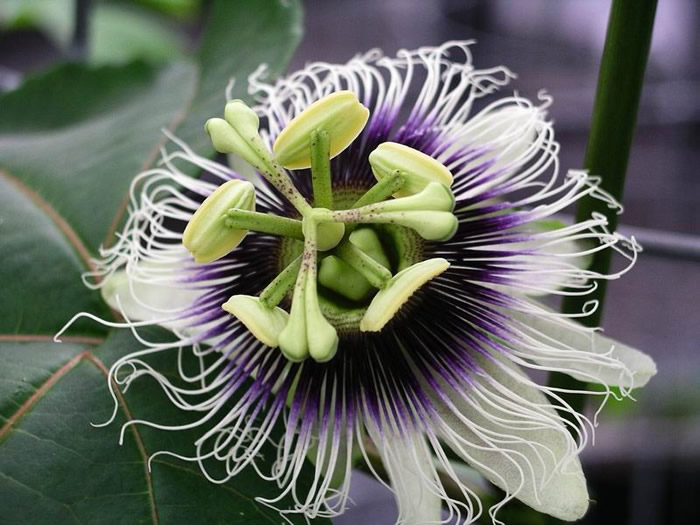

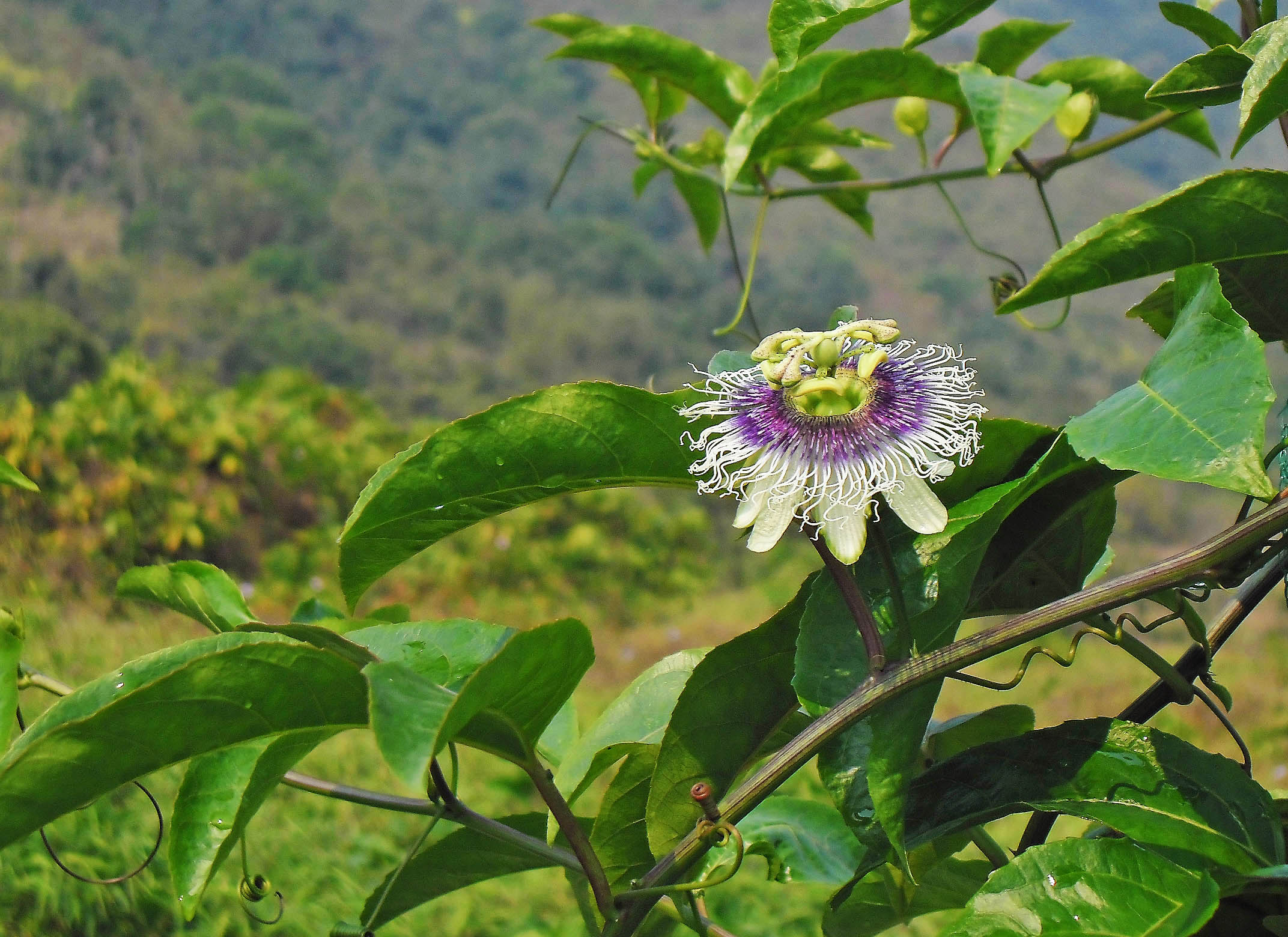

모양은 둥글거나 타원형이고 검붉은색으로 익는 것과 노랗게 익는 것이 있다. 반쪽을 나누어 보면 씨가 많이 들어 있고 그것을 둘러싸고 있는 젤리 상태의 것이 과육이다. 과육은 달기도 하지만 신맛이 강해 주스나 잼으로 가공하기에 알맞다. 이 과실로 만든 주스나 시럽을 사용해 젤리, 무스, 셔벗, 아이스크림등을 만든다.

## 갤러리

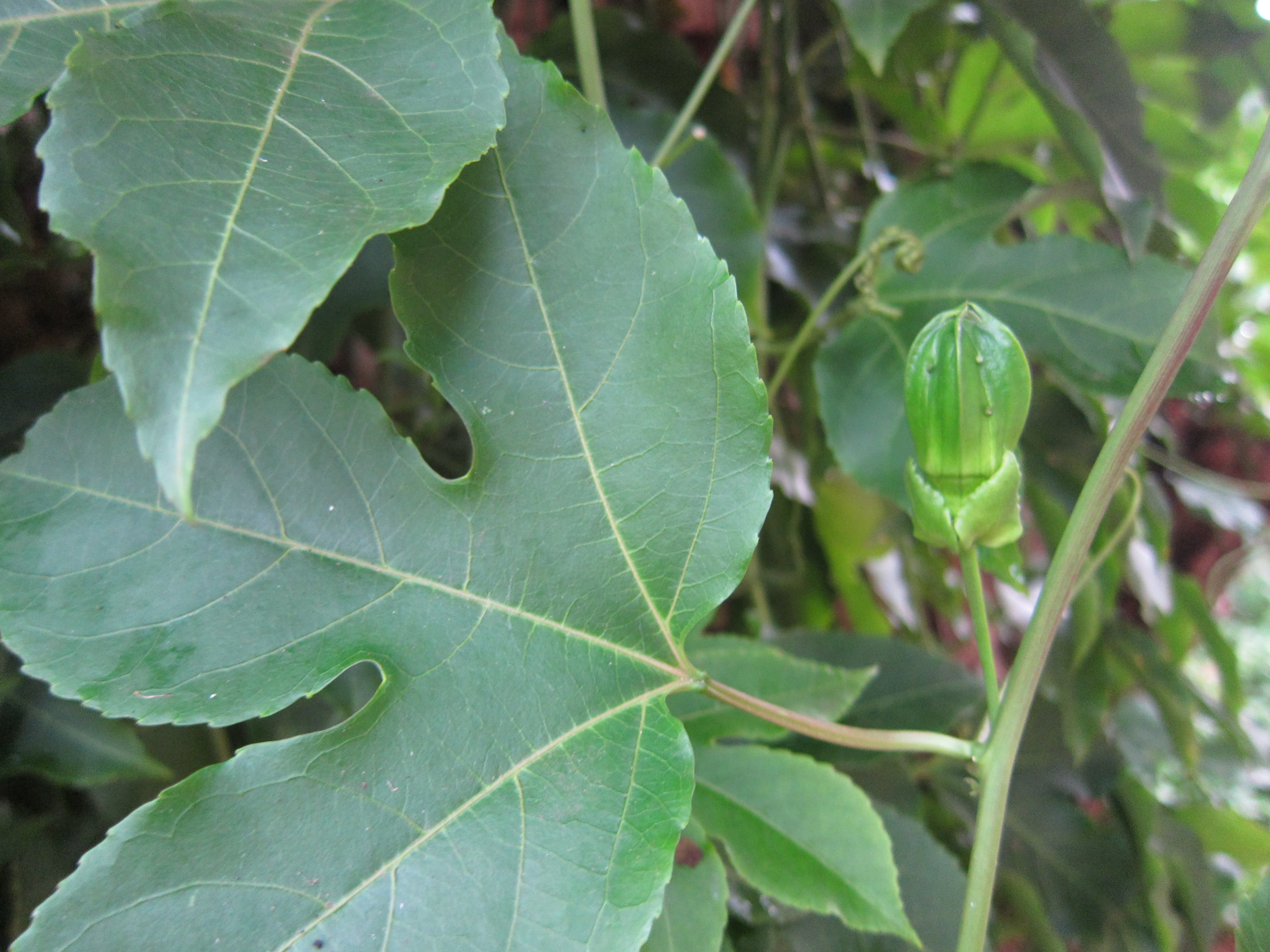
잎
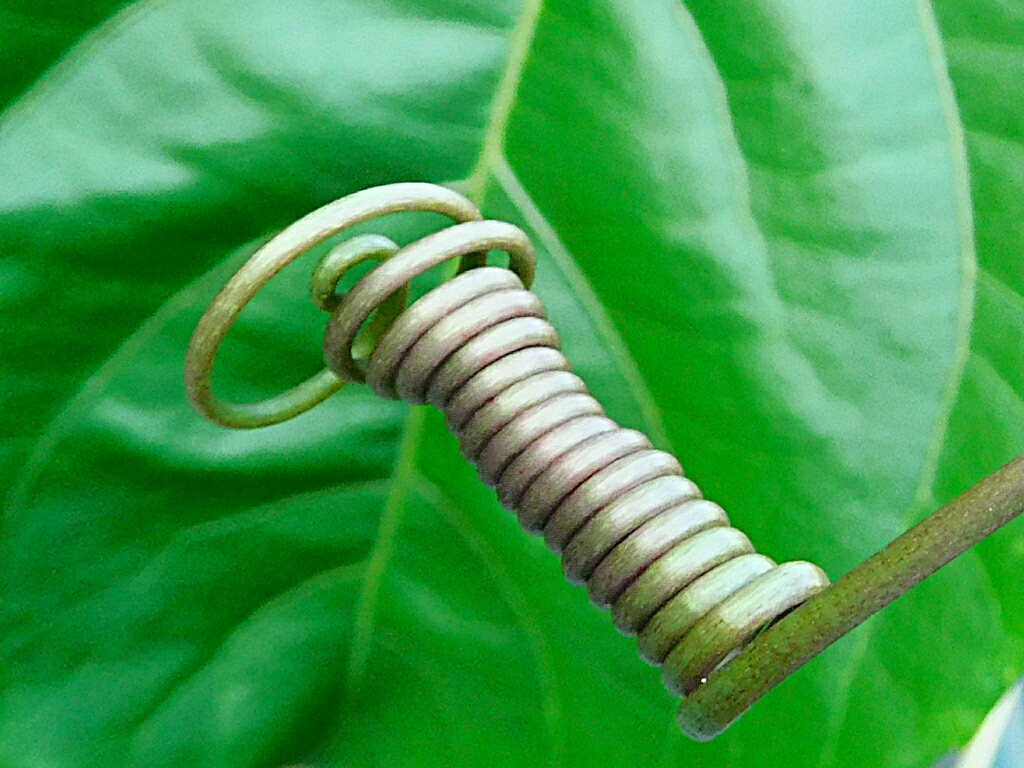
덩굴손
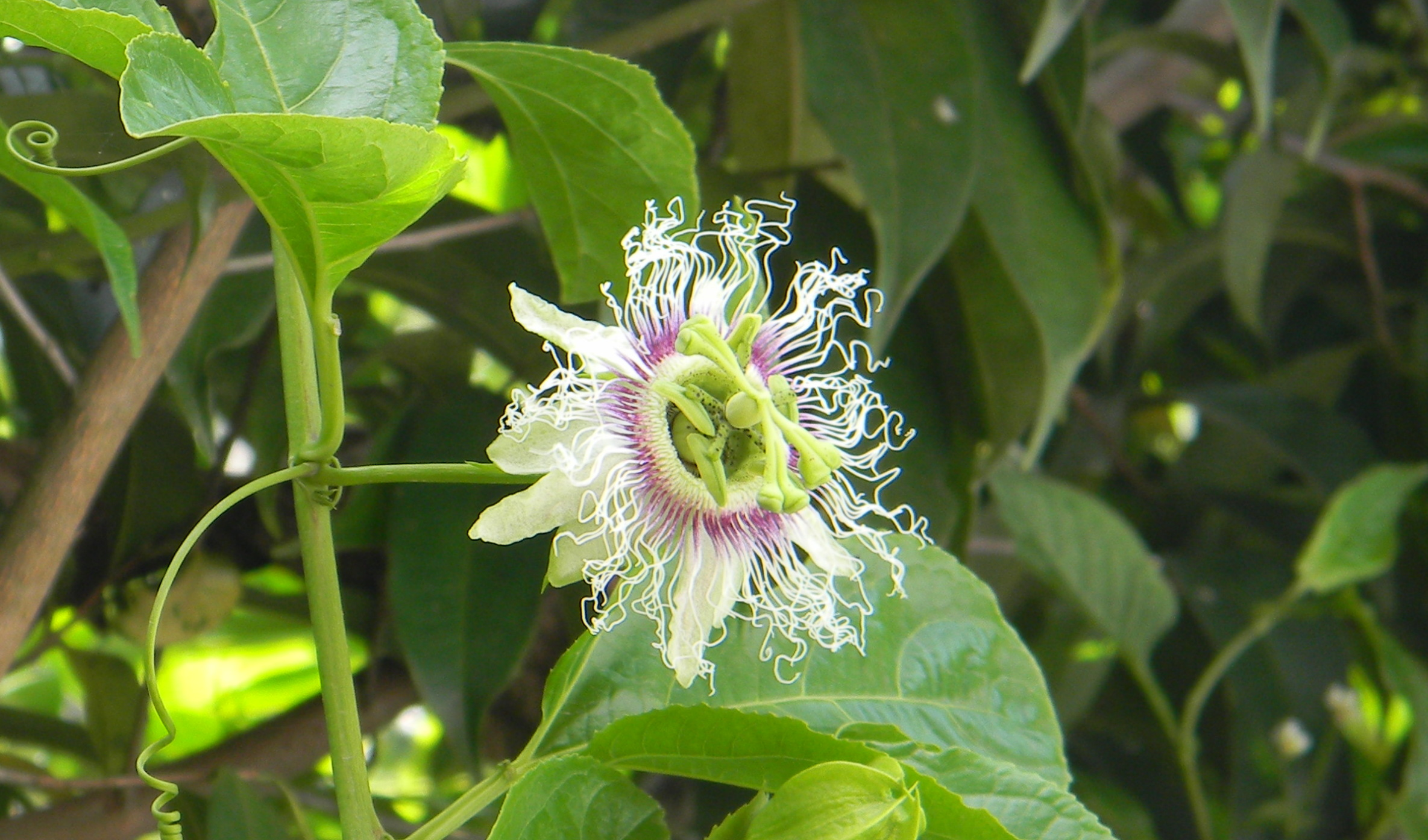
꽃
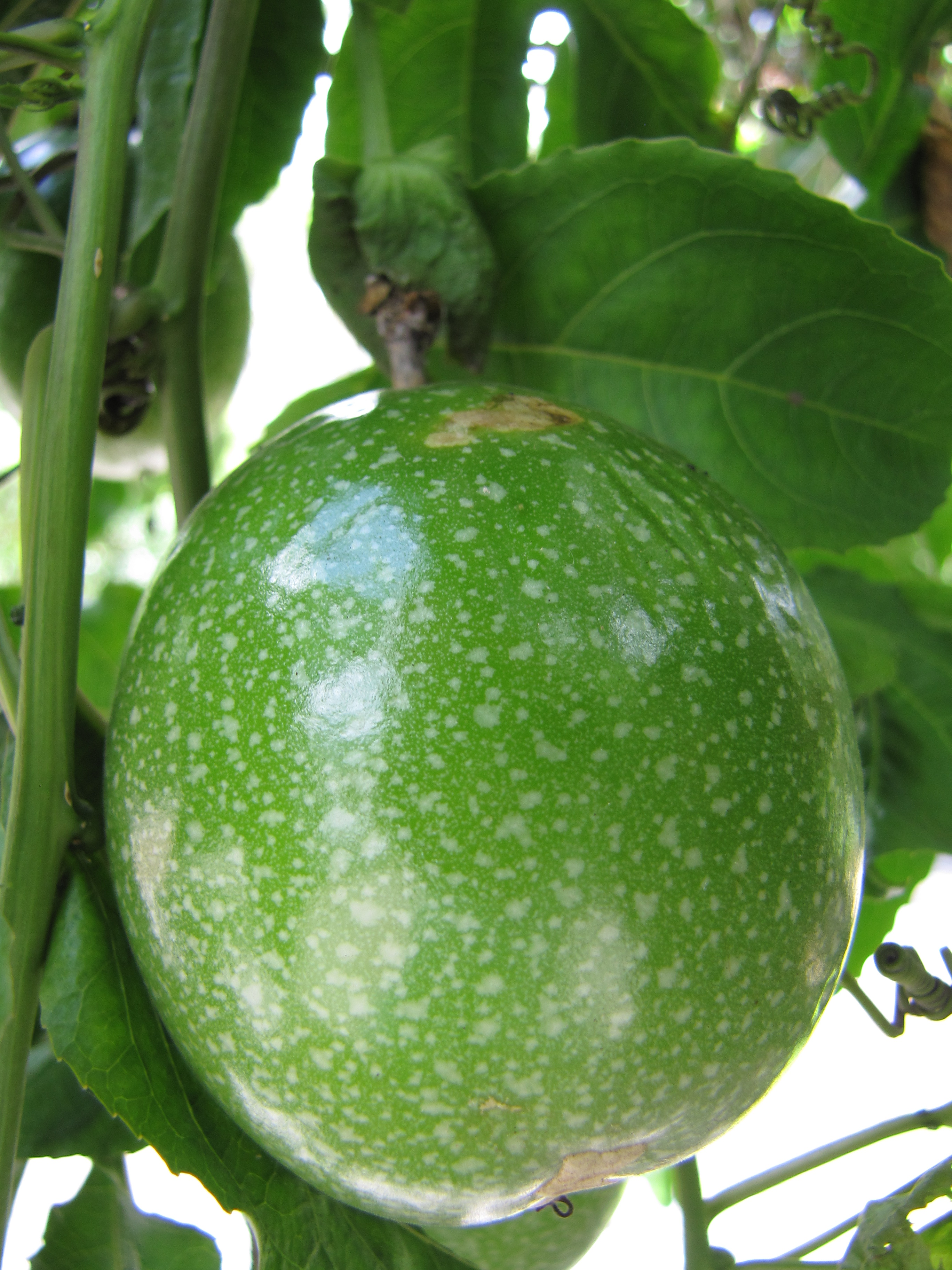
열매
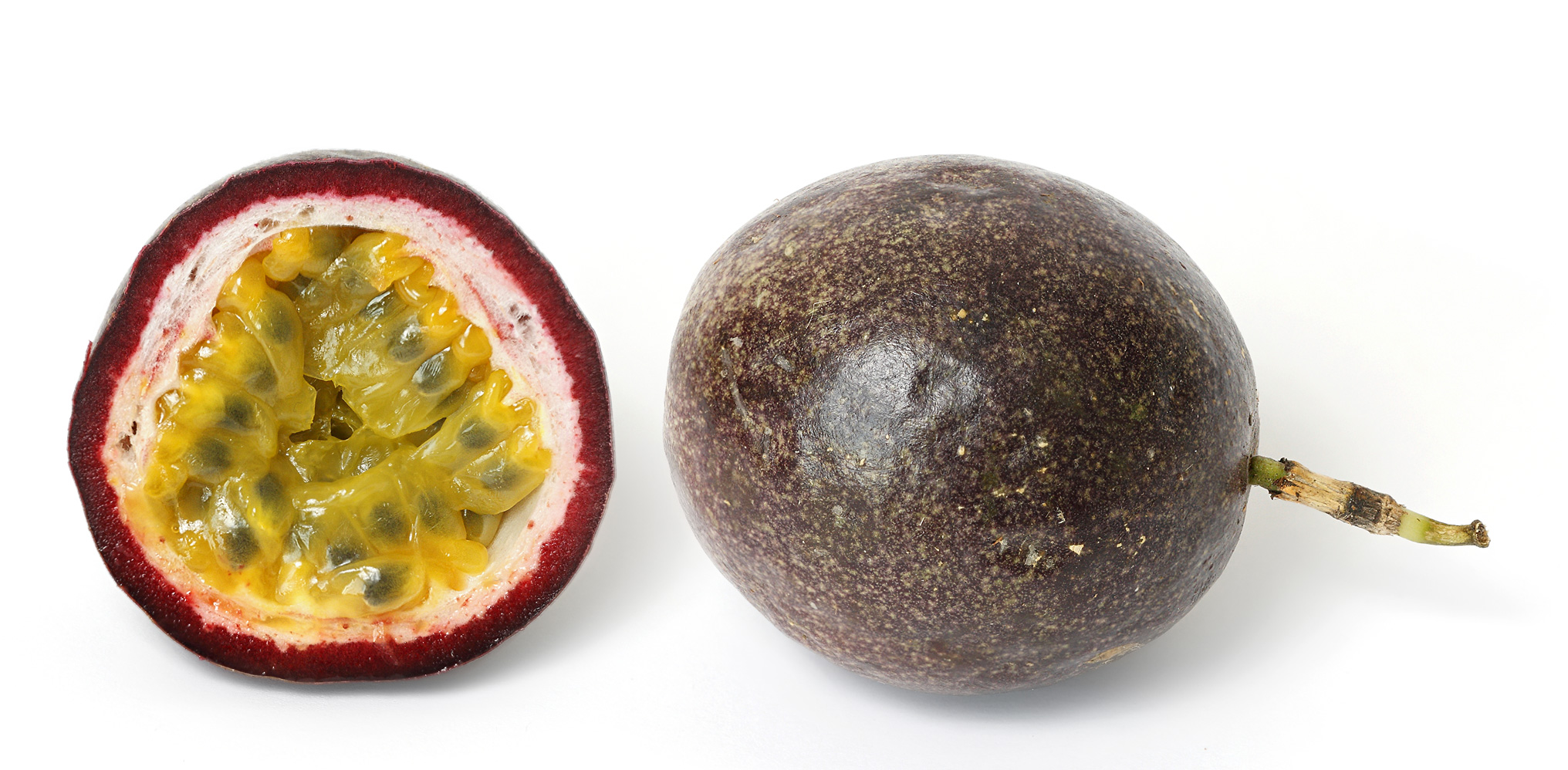
열매 단면